# Liste des Français lauréats du prix Nobel
Cet article propose une liste des Français lauréats du prix Nobel, indépendamment de la discipline.

## Bilan
Par type de prix Nobel, en octobre 2022 :
- Paix : 11 lauréats (1901, 1907, 1909, 1920, 1926, 1927, 1951, 1952, 1968 et 1999)      [1 franco suisse en 1901]
- Physique : 17 lauréats (3 en 1903, 1908, 1926, 1929, 1966, 1970, 1991, 1992, 1997, 2007, 2012, 2018, 2022 et 2 en 2023)
- Chimie : 11 lauréats (1906, 1911, 2 en 1912, 2 en 1935, 1987, 2005, 2016, 2020 et 2023)
- Physiologie / Médecine : 13 lauréats (1907, 1912, 1913, 1928, 1956, 3 en 1965, 1977, 1980, 2 en 2008 et 2011)
- Littérature : 16 lauréats (1901, 1904, 1915, 1921, 1927, 1937, 1947, 1952, 1957, 1960, 1964, 1985, 2000, 2008, 2014 et 2022). La France est le pays qui totalise le plus grand nombre de lauréats dans cette catégorie.
- Économie (« prix Nobel » d'économie) : 4 lauréats (1983, 1988, 2014 et 2019)

Soit au total : 
- 72 lauréats français du prix Nobel, avec Marie Curie qui l'a reçu deux fois, sur 913 lauréats (individus seulement) dans le monde entier, soit 7,6 %.
- 7 Françaises ont reçu le prix Nobel : Marie Curie (en 1903 et 1911), sa fille Irène Joliot-Curie (en 1935), Françoise Barré-Sinoussi (en 2008), Esther Duflo (en 2019), Emmanuelle Charpentier (en 2020), Annie Ernaux (en 2022) et Anne L'Huillier (en 2023).

## Liste des lauréats
| Année | Portrait                                   | Nom                                                       | Prix                  | Commentaire | Prix partagé avec                          |
| ----- | ------------------------------------------ | --------------------------------------------------------- | --------------------- | --- | ------------------------------------------ |
| 1901  |                                            | Frédéric Passy (1822-1912)                                | Paix                  | Fondateur et président de la Société d'arbitrage entre les Nations | Henry Dunant                               |
| 1901  |                                            | Sully Prudhomme (1839-1907)                               | Littérature           | | -                                          |
| 1903  |                                            | Henri Becquerel (1852-1908)                               | Physique              | Pour les travaux sur la radioactivité grâce au radium | Marie Curie Pierre Curie                   |
| 1903  |                                            | Marie Curie (1867-1934)                                   | Physique              | Pour les travaux sur la radioactivité grâce au radium Première femme lauréate d'un prix Nobel | Henri Becquerel Pierre Curie               |
| 1903  |                                            | Pierre Curie (1859-1906)                                  | Physique              | Pour les travaux sur la radioactivité grâce au radium | Henri Becquerel Marie Curie                |
| 1904  |                                            | Frédéric Mistral (1830-1914)                              | Littérature           | Pour l'ensemble de son œuvre(écrite en occitan dans son dialecte provençal) | José de Echegaray                          |
| 1906  |                                            | Henri Moissan (1852-1907)                                 | Chimie                | Pour l'ensemble de ses travaux | -                                          |
| 1907  |                                            | Louis Renault (1843-1918)                                 | Paix                  | Professeur de droit international | Ernesto Teodoro Moneta                     |
| 1907  |                                            | Alphonse Laveran (1845-1922)                              | Physiologie/ médecine | Pour l'ensemble de ses travaux | -                                          |
| 1908  |                                            | Gabriel Lippmann (1845-1921)                              | Physique              | Pour une méthode de photographie couleur par fixation des interférences lumineuses | -                                          |
| 1909  |                                            | Paul Henri Balluet d'Estournelles de Constant (1852-1924) | Paix                  | Fondateur et président du groupe parlementaire français du Comité de défense des intérêts nationaux et de conciliation internationale | Auguste Beernaert                          |
| 1911  |                                            | Marie Curie (1867-1934)                                   | Chimie                | Pour ses contributions à l'avancement de la chimie par la découverte des éléments Radium et Polonium, l'isolation du Radium et l'étude de la nature et des composants de ce remarquable élément                                                                     | -                                          |
| 1912  |                                            | Alexis Carrel (1873-1944)                                 | Physiologie/ médecine | En connaissance de ses travaux sur la suture vasculaire et la transplantation de cellules sanguines et d'organes ; en fait premier prix Nobel de médecine aux États-Unis en faveur de l'Institut Rockefeller.                                                       | -                                          |
| 1912  |                                            | Victor Grignard (1871-1935)                               | Chimie                | Pour la découverte du réactif éponyme de Grignard, ce qui a permis récemment de faire abondamment progresser la chimie organique | Paul Sabatier                              |
| 1912  |                                            | Paul Sabatier (1854-1941)                                 | Chimie                | Pour sa méthode d'hydrogénation des composés organiques en présence de métaux finement divisés, ce qui a permis de faire progresser considérablement la chimie organique dans les dernières années                                                                  | Victor Grignard                            |
| 1913  |                                            | Charles Richet (1850-1935)                                | Physiologie/ médecine | Pour la description de l'anaphylaxie | -                                          |
| 1915  |                                            | Romain Rolland (1866-1944)                                | Littérature           | | -                                          |
| 1920  |                                            | Léon Bourgeois (1851-1925)                                | Paix                  | | -                                          |
| 1921  |                                            | Anatole France (1844-1924)                                | Littérature           | | -                                          |
| 1926  |                                            | Aristide Briand (1862-1932)                               | Paix                  | Pour les accords de Locarno | -                                          |
| 1926  |                                            | Jean Perrin (1870-1942)                                   | Physique              | Pour avoir confirmé expérimentalement la théorie atomiste | -                                          |
| 1927  |                                            | Ferdinand Buisson (1841-1932)                             | Paix                  | Fondateur et président de la Ligue des droits de l'homme | Ludwig Quidde                              |
| 1927  |                                            | Henri Bergson (1859-1941)                                 | Littérature           | | -                                          |
| 1928  |                                            | Charles Nicolle (1866-1936)                               | Physiologie/ médecine | Pour ses travaux sur le typhus | -                                          |
| 1929  |                                            | Louis de Broglie (1892-1987)                              | Physique              | Mécanique ondulatoire sur l'électron | -                                          |
| 1935  |                                            | Frédéric Joliot-Curie (1900-1958)                         | Chimie                | Pour la découverte de la radioactivité artificielle | Irène Joliot-Curie                         |
| 1935  |                                            | Irène Joliot-Curie (1897-1956)                            | Chimie                | Pour la découverte de la radioactivité artificielle | Frédéric Joliot-Curie                      |
| 1937  |                                            | Roger Martin du Gard (1881-1958)                          | Littérature           | | -                                          |
| 1947  |                                            | André Gide (1869-1951)                                    | Littérature           | | -                                          |
| 1951  |                                            | Léon Jouhaux (1879-1954)                                  | Paix                  | Président du Comité international du Conseil de l'Europe, vice-président de la Confédération internationale des syndicats libres, vice-président de la Fédération syndicale mondiale, membre de l'Organisation internationale du travail, délégué des Nations unies | -                                          |
| 1952  |                                            | Albert Schweitzer (1875-1965)                             | Paix                  | Pour la création de l’hôpital de Lambaréné au Gabon | -                                          |
| 1952  |                                            | François Mauriac (1885-1970)                              | Littérature           | | -                                          |
| 1956  |                                            | André Frédéric Cournand (1895-1988)                       | Physiologie/ médecine | Pour ses travaux sur le cathétérisme cardiaque | Werner Forssmann Dickinson Richards        |
| 1957  |                                            | Albert Camus (1913-1960)                                  | Littérature           | | -                                          |
| 1960  |                                            | Saint-John Perse (1887-1975)                              | Littérature           | | -                                          |
| 1964  |                                            | Jean-Paul Sartre (1905-1980)                              | Littérature           | Prix refusé | -                                          |
| 1965  |                                            | François Jacob (1920-2013)                                | Physiologie/ médecine | Pour ses travaux sur la génétique microbienne | André Lwoff Jacques Monod                  |
| 1965  |                                            | André Lwoff (1902-1994)                                   | Physiologie/ médecine | Pour ses travaux sur la génétique microbienne | François Jacob Jacques Monod               |
| 1965  |                                            | Jacques Monod (1910-1976)                                 | Physiologie/ médecine | Pour ses travaux sur la génétique microbienne | François Jacob André Lwoff                 |
| 1966  |                                            | Alfred Kastler (1902-1984)                                | Physique              | Pour la mise au point de la technique du pompage optique (voir laser) | -                                          |
| 1968  |                                            | René Cassin (1887-1976)                                   | Paix                  | Président de la Cour européenne des droits de l'homme | -                                          |
| 1970  |                                            | Louis Néel (1904-2000)                                    | Physique              | Pour le déplacement des particules électrisées et la propagation des ondes dans le plasma de la magnétosphère | Hannes Alfvén                              |
| 1977  |                                            | Roger Guillemin (1924-2024)                               | Physiologie/ médecine | Pour ses découvertes des neurohormones, en particulier l'identification de la TRH et de la GnRH et de son rôle dans la libération de FSH et de LH | Andrzej Wiktor Schally Rosalyn Yalow       |
| 1980  |                                            | Jean Dausset (1916-2009)                                  | Physiologie/ médecine | Pour ses travaux sur les structures de surface cellulaire qui conditionnent l'immunologie | Baruj Benacerraf George Snell              |
| 1983  |                                            | Gérard Debreu (1921-2004)                                 | Économie              | Pour ses travaux sur l'équilibre général | -                                          |
| 1985  |                                            | Claude Simon (1913-2005)                                  | Littérature           | Pour récompenser celui « qui, dans ses romans, combine la créativité du poète et du peintre avec une conscience profonde du temps dans la représentation de la condition humaine »                                                                                  | -                                          |
| 1987  |                                            | Jean-Marie Lehn (1939)                                    | Chimie                | Pour l'élaboration et l'utilisation de molécules exerçant, du fait de leurs structures, des interactions hautement sélectives | Donald J. Cram Charles Pedersen            |
| 1988  |                                            | Maurice Allais (1911-2010)                                | Économie              | Pour la théorie de l’équilibre général et partiel | -                                          |
| 1991  |                                            | Pierre-Gilles de Gennes (1932-2007)                       | Physique              | Pour ses travaux sur les cristaux liquides et les polymères et ses théories sur la matière molle | -                                          |
| 1992  |                                            | Georges Charpak (1924-2010)                               | Physique              | Pour la mise au point d'un nouveau type de détecteur de particules, nommé chambre à fils | -                                          |
| 1997  |                                            | Claude Cohen-Tannoudji (1933)                             | Physique              | Pour ses recherches sur le refroidissement et le confinement d'atomes par laser | Steven Chu William D. Phillips             |
| 1999  |                                            | Médecins sans frontières                                  | Paix                  | Organisation non gouvernementale internationale à but humanitaire d'origine française mais dont le Bureau international siège à Genève (Suisse) | -                                          |
| 2000  |                                            | Gao Xingjian (1940)                                       | Littérature           | Pour « une œuvre de portée universelle, marquée d’une amère prise de conscience et d’une ingéniosité langagière, qui a ouvert des voies nouvelles à l’art du roman et du théâtre chinois »                                                                          | -                                          |
| 2005  |                                            | Yves Chauvin (1930-2015)                                  | Chimie                | Pour le développement de la méthode de la métathèse en synthèse organique | Richard R. Schrock Robert Grubbs           |
| 2007  |                                            | Albert Fert (1938)                                        | Physique              | Pour la découverte de la magnétorésistance géante | Peter Grünberg                             |
| 2008  |                                            | Françoise Barré-Sinoussi (1947)                           | Physiologie/ médecine | Pour ses travaux sur le virus de l'immunodéficience humaine (VIH) | Luc Montagnier Harald zur Hausen           |
| 2008  |                                            | Luc Montagnier (1932-2022)                                | Physiologie/ médecine | Pour ses travaux sur le virus de l'immunodéficience humaine (VIH) | Françoise Barré-Sinoussi Harald zur Hausen |
| 2008  |                                            | J. M. G. Le Clézio (1940)                                 | Littérature           | En tant qu’« écrivain de nouveaux départs, de l’aventure poétique et de l’extase sensuelle, explorateur d’une humanité au-delà et en dessous de la civilisation régnante »                                                                                          | -                                          |
| 2011  |                                            | Jules Hoffmann (1941)                                     | Physiologie/ médecine | Pour ses travaux sur le système immunitaire inné | Ralph Steinman Bruce Beutler               |
| 2012  |                                            | Serge Haroche (1944)                                      | Physique              | Pour ses « méthodes expérimentales d'avant-garde qui permettent la mesure et la manipulation de systèmes quantiques individuels » | David Wineland                             |
| 2014  |                                            | Patrick Modiano (1945)                                    | Littérature           | Pour « l'art de la mémoire avec lequel il a évoqué les destinées humaines les plus insaisissables et dévoilé le monde de l'Occupation » | -                                          |
| 2014  |                                            | Jean Tirole (1953)                                        | Économie              | Pour son « analyse du pouvoir de marché et de sa régulation | -                                          |
| 2016  |                                            | Jean-Pierre Sauvage (1944)                                | Chimie                | Pour ses « travaux sur la conception et la synthèse de machines moléculaires » | James Fraser Stoddart Ben Feringa          |
| 2018  |                                            | Gérard Mourou (1944)                                      | Physique              | Pour « leur méthode de génération d'impulsions optiques » | Arthur Ashkin Donna Strickland             |
| 2019  |                                            | Esther Duflo (1972)                                       | Économie              | Pour « leur nouvelle approche expérimentale pour obtenir des réponses fiables sur la meilleure façon de réduire la pauvreté dans le monde. » | Abhijit Banerjee Michael Kremer            |
| 2020  |                                            | Emmanuelle Charpentier (1968)                             | Chimie                | Pour « le développement d'une méthode permettant de modifier le génome. » | Jennifer Doudna                            |
| 2022  |                                            | Alain Aspect (1947)                                       | Physique              | Pour « des expériences avec des photons intriqués, établissant la violation des inégalités de Bell et pionnières de l'informatique quantique » | John Clauser Anton Zeilinger               |
| 2022  |                                            | Annie Ernaux (1940)                                       | Littérature           | Pour « le courage et l'acuité clinique avec lesquels elle découvre les racines, les éloignements et les contraintes collectives de la mémoire personnelle » | -                                          |
| 2023  | Pierre Agostini au CEA-LIDYL le 23/10/2023 | Pierre Agostini (1941)                                    | Physique              | Pour ses « méthodes expérimentales fondées sur des impulsions lumineuses extrêmement rapides permettant d'observer le mouvement des électrons à l'intérieur des atomes et des molécules »                                                                           | Anne L'Huillier Ferenc Krausz              |
| 2023  |                                            | Anne L'Huillier (1958)                                    | Physique              | Pour ses « méthodes expérimentales fondées sur des impulsions lumineuses extrêmement rapides permettant d'observer le mouvement des électrons à l'intérieur des atomes et des molécules »                                                                           | Pierre Agostini Ferenc Krausz              |
| 2023  | Moungi G. Bawendi                          | Moungi G. Bawendi (1961)                                  | Chimie                | Pour la découverte et la synthèse de boîtes quantiques. | Louis E. Brus Alexeï Iekimov               |

## Liste des nommés au prix Nobel
Plusieurs Français furent proposés dans la liste des candidats possibles pour le Nobel, sans l'obtenir.
La liste est issue de la base de donnée officielle de l'Académie Nobel. Les nominations sont secrètes durant 50 ans.

### Paix

#### Personnalités
- André Beauguitte
- Charles Braibant
- Jean Chazal
- Catherine Devilliers
- Raoul Follereau
- Merlin Hector
- Marc Joux
- René Maheu
- Jules Moch
- Jean Monnet
- Abbé Pierre
- Charles Richet
- Louis Léger Vauthier
- Louise Weiss

#### Organisation
- Bureau Socialiste International
- Conférence internationale des Associations de mutilés de guerre et anciens combattants
- Institut d'études politiques de Paris
- Ligue des droits de l'homme
- Ligue internationale pour la défense des indigènes dans le bassin conventionnel du Congo
- Union française pour le suffrage des femmes

### Physiologie ou médecine
- Victor Balthazard
- Charles Jacques Bouchard
- Alexandre Desgrez
- Césaire Phisalix
- Émile Roux
- Fernand Widal